# Villabuena del Puente
Villabuena del Puente község Spanyolországban,  Zamora tartományban. Villabuena del Puente La Bóveda de Toro, El Pego, Toro és Castronuño községekkel határos. Lakosainak száma 586 fő (2024).

## Népesség
A település népessége az utóbbi években az alábbiak szerint változott:
| Lakosok száma | 973  | 898  | 865  | 821  | 813  | 781  | 715  | 675  | 599  | 586  |
|               | 2001 | 2004 | 2007 | 2009 | 2012 | 2014 | 2017 | 2019 | 2022 | 2024 |